# Leopold Austerlitz
Leopold Austerlitz, avstrijski general, * 17. december 1858, † 3. oz. 9. september 1924.

## Življenjepis
Leta 1914, ob pričetku prve svetovne vojne, je bil poveljnik 4. sekcije Tehniškega vojaškega komiteja in poveljnik 1. poljskoartilerijskega polka.
Upokojen je bil 1. januarja 1919.

## Pregled vojaške kariere
Napredovanja
- generalmajor: 1. november 1915 (z dnem 7. novembrom 1915)